# Droga nr 7756 (Izrael)
Droga lokalna nr 7756 (hebr. 7756 כביש) – jest drogą lokalną położoną w Dolnej Galilei, na północy Izraela. Biegnie ona z miasta Migdal ha-Emek do drogi nr 75, która pełni funkcję północnej obwodnicy miasta.

## Przebieg
Droga nr 7756 przebiega przez Samorząd Regionu Emek Jizre’el w Poddystrykcie Jezreel Dystryktu Północnego Izraela. Biegnie równoleżnikowo z zachodu na wschód, od miasta Migdal ha-Emek do drogi nr 75, która pełni funkcję północnej obwodnicy miasta.
Swój początek bierze w mieście Migdal ha-Emek na skrzyżowaniu z drogą nr 7555 i drogą nr 7255. W kierunku zachodnim odchodzi stąd droga nr 7555 (ulica ha-Banim) prowadząca do północnej obwodnicy miasta w kierunku do wioski komunalnej Timrat. W kierunku południowym odchodzi droga nr 7255 (ulica ha-Emek) prowadząca do południowych stref przemysłowych miasta i skrzyżowania z drogą nr 73. W kierunku północnym odchodzi ulica Sza’ul Amor prowadząca do północnej strefy przemysłowej oraz północnej obwodnicy miasta. Natomiast droga nr 7756 prowadzi jako ulica ha-Banim na wschód. Mija tutejsze centrum handlowe oraz położony obok park Oren Garden. Na rondzie przy skwerze ha-Szofer można zjechać do kościoła św. Gabriela. Potem droga wykręca łagodnie na południowy wschód i dociera do ronda na skwerze ha-Szoraszim. Kawałek dalej dojeżdża się do krawędzi masywu górskiego Hare Nacerat, gdzie droga wykręca na północny wschód i po ponad kilometrze dociera do skrzyżowania z drogą nr 75, którą jadąc w kierunku wschodnim dojeżdża się do miejscowości Jafa an-Naserije i dalej do miasta Nazaret. Natomiast jadąc drogą nr 75 w kierunku północno-zachodnim dojeżdża się do północnej strefy przemysłowej, zjazdu do bazy wojskowej Ma’alul i dalej do skrzyżowania z drogą nr 7555.